# Sambenito

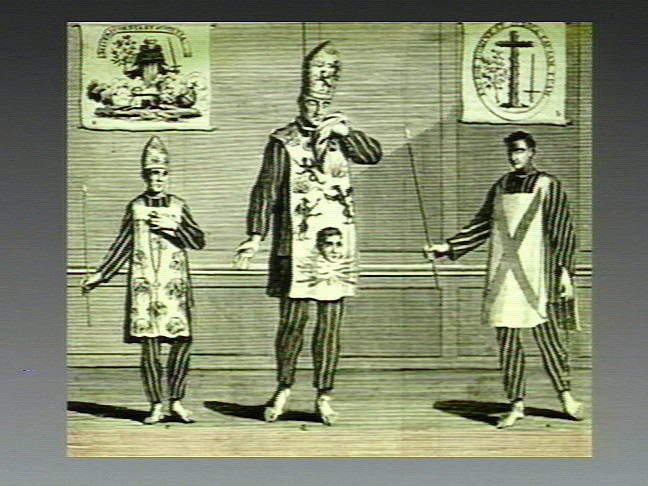
Différents sambenitos et corozas en Espagne et au Portugal, 1748.

Le sambenito ou san-benito (catalan : gramalleta ou sambenet) est un vêtement d'infamie utilisé à l'origine par les pénitents chrétiens afin de montrer publiquement leur repentance,. Il fut par la suite utilisé par l'Inquisition espagnole pour humilier ceux qui étaient condamnés pour des délits religieux.

## Histoire
Il s'agissait au départ d'un sac de laine béni par un curé, d'où son nom de saco bendito (« sac bénit » en espagnol) ensuite transformé en sambenito en raison de la proximité phonétique de ce mot avec San Benito (Saint Benoît en espagnol).   
Le sambenito utilisé par l'inquisition était une sorte de grand scapulaire ressemblant à un poncho. Il était constitué d'une toile rectangulaire percée d'un trou pour la tête qui, une fois mise arrivait un peu en dessous de la ceinture du condamné laissant les épaules découvertes. Pour compléter l'humiliation, le sambenito se portait assorti d'un haut chapeau pointu appelé coroza.

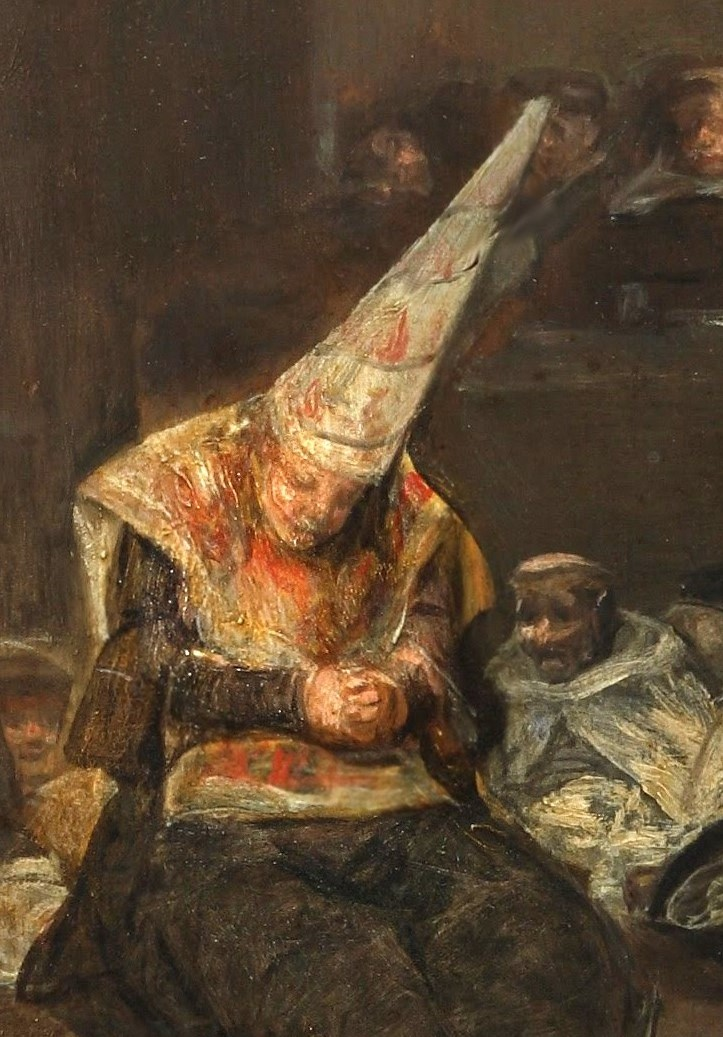
Pénitent vêtu d'un sambenito et coiffé d'un coroza devant l’Inquisition, Goya, 1812-19

Des motifs rappelant la nature de la condamnation étaient le plus souvent peints sur le sambenito : une croix de saint André pour les délits peu importants, des démons et des flammes dans le cas de délits et crimes graves (comme le judaïsme ou le mahométisme), généralement punis par la mort sur le bûcher. Souvent aussi, ils portaient le nom des condamnés comme c'est le cas des sambenitos exposés dans l'église Santo Domingo de Palma de Majorque, qui permirent pendant plusieurs siècles d'identifier et de marginaliser les Chuetas, ces descendants majorquins de marranes condamnés pour crypto-judaïsme,. 
Les condamnés étaient menés dans les rues de la ville pieds-nus, vêtus du sambenito et tenant à la main un grand cierge allumé, généralement vert.  
Le sambenito était ensuite exposé publiquement dans la ville ou le village du pénitent, afin qu'il serve d'exemple et conserve la mémoire des condamnations passées.  
Quelquefois, lors la sentence, l'accusé était condamné à porter constamment le sambenito dans son quotidien (sauf à son domicile) pendant plusieurs années ou durant tout le reste de son existence pour « se réconcilier »,. Dans le cas où le condamné ne portait pas son sambenito, l'Inquisition le poursuivait pour délit d'« impénitence » ou de « transgression ». Ainsi, au tribunal de Valence, entre 1566 et 1700 notamment, sur les 1 422 condamnés à revêtir le sambenito, 126 durent le porter à vie. 

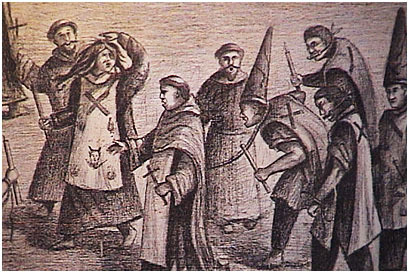
Condamnés par l'Inquisition à Lima, portant tous le sambenito et selon, un coroza, une corde au cou, une muselière, un cierge,.

Le port du sambenito était assorti de celui du coroza (ou « caroche ») et/ou d'un cierge (vela) et/ou d'une corde (soga) au cou et/ou d'un baillon muselière (mordaza), soit de plusieurs de ces éléments, lors d'expositions publiques. 

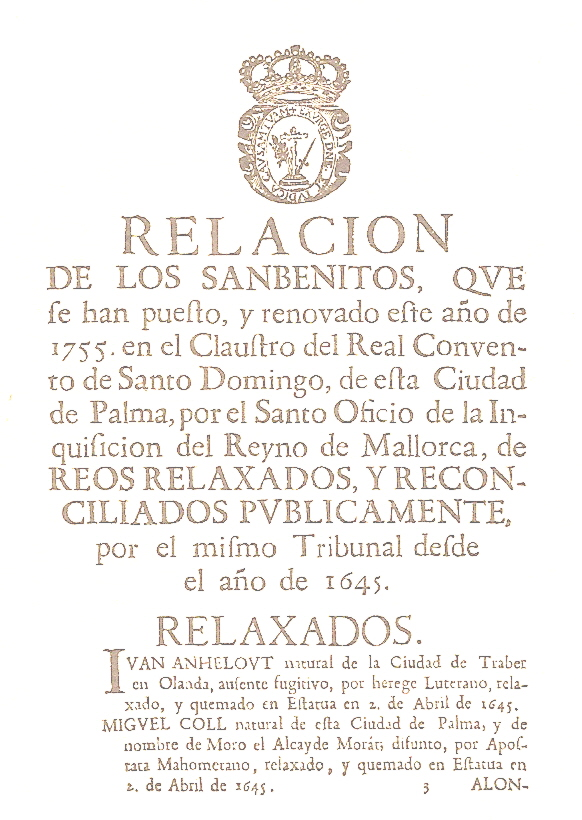
Page du Rapport de Sanbenitos…de Palma…, 1755
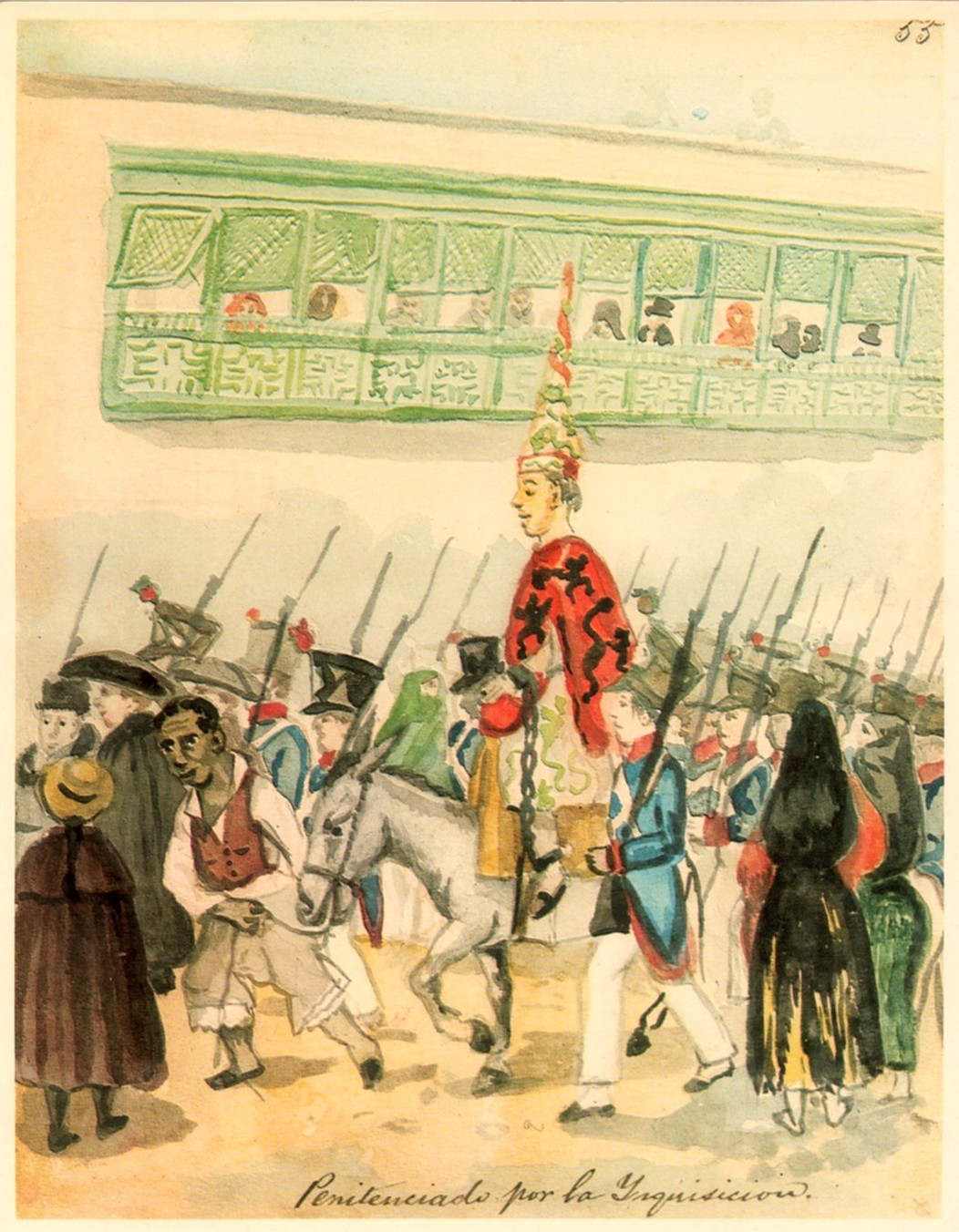
Pénitent de l'Inquisition, aquarelle de Pancho Fierro, v. 1800
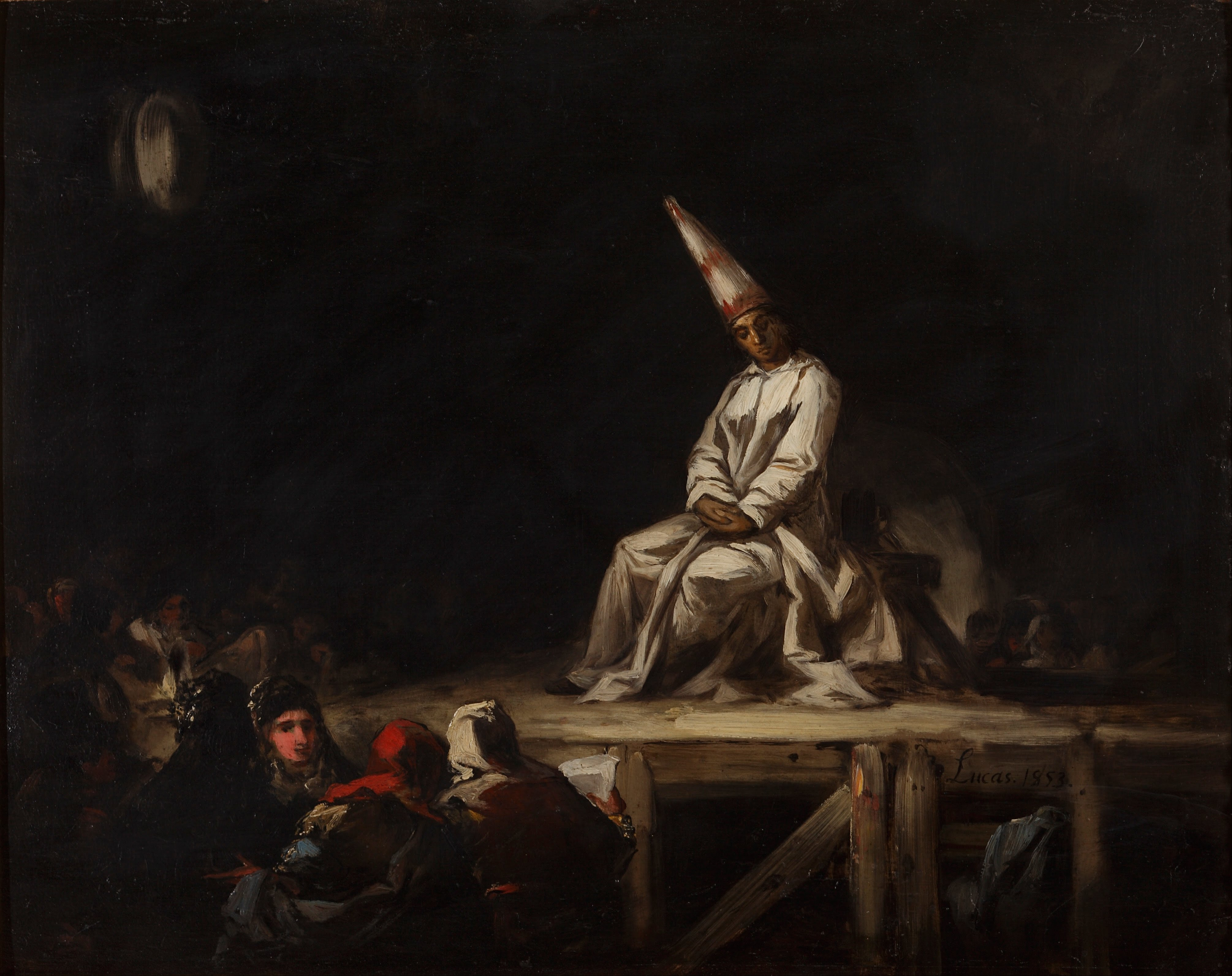
Auto-da-fé, E. L. Velasquez, 1853
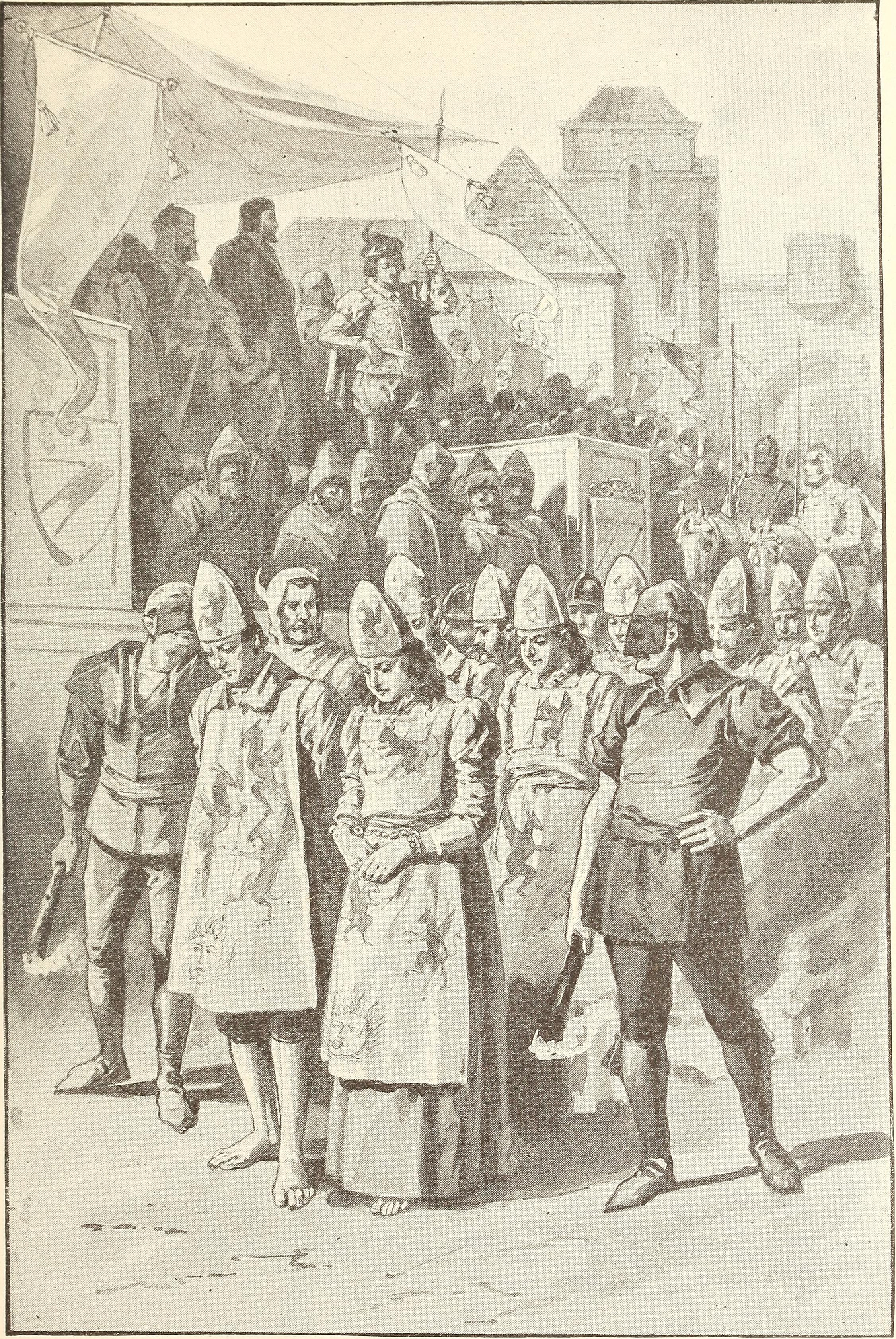
Hérétiques chrétiens (luthériens), gravure de 1895

## Reprise[réf.nécessaire]par la Révolution culturelle chinoise de 1966
Lors de la Révolution culturelle dans la Chine de Mao Zedong, les opposants appelés contre-révolutionnaires (ou supposés tels) étaient couverts d'écriteaux infamants, affublés d'un chapeau pointu très semblable à la coroza, et exposés publiquement aux insultes, brimades et sévices lors des séances de lutte et de critique publique. Il reste de nombreuses illustrations de cette époque. 
Des millions de personnes en Chine ont ainsi été violemment persécutées. Certaines n'ont pas pu supporter les humiliations publiques et tortures répétées et se sont suicidées. Les chercheurs ont souligné qu'au moins 100 000 à 200 000 personnes se sont suicidées au début de la révolution culturelle, sans compter les massacres, qui ont fait entre 500 000 et deux millions de morts.